# Discografia di Giusy Ferreri
La discografia di Giusy Ferreri, cantautrice italiana, è costituita da sei album in studio, una raccolta, un extended play, oltre venti singoli (incluse le collaborazioni) e diciannove video musicali.
Giusy Ferreri ha complessivamente venduto circa 2 850 000 copie risultando una delle cantanti lanciata da un talent show italiano ad aver venduto più dischi nel mondo, con 2 dischi di diamante, 45 dischi platino e 5 dischi d'oro, per un totale di 60 dischi di platino e di 6 certificazioni all'estero.

## Album

### Album in studio
| Anno | Album | Classifiche | Classifiche | Classifiche | Classifiche | Certificazioni                                   |
| Anno | Album | ITA         | BEL (VAL)   | GRE         | SUI         | Certificazioni                                   |
| ---- | --- | ----------- | ----------- | ----------- | ----------- | ------------------------------------------------ |
| 2008 | Gaetana - Pubblicato: 14 novembre 2008 - Etichetta: Sony Music - Formato: CD, download digitale                 | 2           | 52          | 2           | 20          | - ITA: Diamante + Platino (2) - GRE: Platino (2) |
| 2009 | Fotografie - Pubblicato: 20 novembre 2009 - Etichetta: Sony Music - Formato: CD, download digitale              | 10          | —           | 16          | 87          | - ITA: Platino                                   |
| 2011 | Il mio universo - Pubblicato: 16 febbraio 2011 - Etichetta: Sony Music - Formato: CD, download digitale         | 11          | —           | —           | 98          |                                                  |
| 2014 | L'attesa - Pubblicato: 25 marzo 2014 - Etichetta: Sony Music - Formato: CD, download digitale                   | 4           | —           | —           | —           |                                                  |
| 2017 | Girotondo - Pubblicato: 3 marzo 2017 - Etichetta: Sony Music - Formato: CD, download digitale                   | 11          | —           | —           | —           |                                                  |
| 2022 | Cortometraggi - Pubblicato: 18 febbraio 2022 - Etichetta: Sony Music, Columbia - Formato: CD, download digitale | 25          | —           | —           | —           |                                                  |

### Raccolte
| Anno | Album                                                                                       | Classifiche | Certificazioni |
| Anno | Album                                                                                       | ITA         | Certificazioni |
| ---- | ------------------------------------------------------------------------------------------- | ----------- | -------------- |
| 2015 | Hits - Pubblicato: 4 dicembre 2015 - Etichetta: Sony Music - Formato: CD, download digitale | 16          | - ITA: Oro     |

### Extended play
| Anno | Album | Posizione massima | Certificazioni     |
| Anno | Album | ITA               | Certificazioni     |
| ---- | --- | ----------------- | ------------------ |
| 2008 | Non ti scordar mai di me - Pubblicato: 27 giugno 2008 - Etichetta: Sony Music - Formato: CD, download digitale | 1                 | - ITA: Platino (3) |

## Singoli

### Come artista principale
| Anno | Singolo                                          | Classifiche | Classifiche | Certificazioni              | Album di provenienza     |
| Anno | Singolo                                          | ITA         | SWI         | Certificazioni              | Album di provenienza     |
| ---- | ------------------------------------------------ | ----------- | ----------- | --------------------------- | ------------------------ |
| 2008 | Non ti scordar mai di me                         | 1           | 26          | FIMI: 14x Platino           | Non ti scordar mai di me |
| 2008 | Novembre                                         | 1           | 65          | FIMI: 6x Platino            | Gaetana                  |
| 2009 | Stai fermo lì                                    | 15          | —           |                             | Gaetana                  |
| 2009 | La scala (The Ladder)                            | 36          | —           |                             | Gaetana                  |
| 2009 | Ma il cielo è sempre più blu                     | 2           | —           | FIMI: Oro                   | Fotografie               |
| 2010 | Come pensi possa amarti                          | —           | —           |                             | Fotografie               |
| 2010 | Il mare verticale                                | —           | —           |                             | Fotografie               |
| 2011 | Il mare immenso                                  | 6           | —           | FIMI: Oro                   | Il mio universo          |
| 2011 | Piccoli dettagli                                 | 47          | —           |                             | Il mio universo          |
| 2011 | Noi brave ragazze                                | —           | —           |                             | Il mio universo          |
| 2014 | Ti porto a cena con me                           | 14          | —           |                             | L'attesa                 |
| 2014 | La bevanda ha un retrogusto amaro                | —           | —           |                             | L'attesa                 |
| 2014 | Inciso sulla pelle                               | —           | —           |                             | L'attesa                 |
| 2015 | Roma-Bangkok (con Baby K)                        | 1           | 23          | FIMI: Diamante IFPI SV: Oro | Hits                     |
| 2015 | Volevo te                                        | 14          | —           | FIMI: 2× Platino            | Hits                     |
| 2016 | Come un'ora fa                                   | —           | —           |                             | Hits                     |
| 2017 | Fa talmente male                                 | 57          | —           |                             | Girotondo                |
| 2017 | Partiti adesso                                   | 51          | —           | FIMI: Platino               | Girotondo                |
| 2017 | L'amore mi perseguita (con Federico Zampaglione) | —           | —           |                             | Girotondo                |
| 2019 | Le cose che canto                                | —           | —           |                             | /                        |
| 2019 | Momenti perfetti                                 | —           | —           |                             | /                        |
| 2020 | La isla (con Elettra Lamborghini)                | 22          | —           | FIMI: Platino               | /                        |
| 2021 | Gli Oasis di una volta                           | —           | —           |                             | Cortometraggi            |
| 2022 | Miele                                            | 23          | —           |                             | Cortometraggi            |
| 2022 | Cuore sparso                                     | —           | —           |                             | Cortometraggi            |
| 2022 | Causa effetto                                    | —           | —           |                             | Cortometraggi            |
| 2022 | Federico Fellini                                 | —           | —           |                             | Cortometraggi            |
| 2023 | Il meglio di te                                  | —           | —           |                             | /                        |

### Come artista ospite
| Anno | Titolo                                                                                                | Posizioni in classifica | Posizioni in classifica | Certificazioni                    | Album di provenienza  |
| Anno | Titolo                                                                                                | ITA                     | SWI                     | Certificazioni                    | Album di provenienza  |
| ---- | --- | ----------------------- | ----------------------- | --------------------------------- | --------------------- |
| 2009 | Domani 21/04.2009 (come parte del supergruppo Artisti Uniti per l'Abruzzo)                            | 1                       | —                       | FIMI: Multiplatino                | N.D.                  |
| 2009 | Tocca a noi (con Marracash, J-Ax e Le Vibrazioni)                                                     | —                       | —                       |                                   | N.D.                  |
| 2010 | Rivincita (con Marracash)                                                                             | 100                     | —                       |                                   | Fino a qui tutto bene |
| 2011 | Nessuno poteva non sapere (con Alessandro Haber, Enzo Gragnaniello, Giuliano Sangiorgi e Phil Palmer) | —                       | —                       |                                   | Haber bacia tutti     |
| 2012 | Che senso ha (con Alessandro Haber)                                                                   | —                       | —                       |                                   | Haber bacia tutti     |
| 2016 | Una città per cantare (con Ron e Artisti Insieme Per La Lotta Contro La SLA)                          | —                       | —                       |                                   | La forza di dire sì   |
| 2018 | Amore e capoeira (con Takagi & Ketra e Sean Kingston)                                                 | 1                       | 1                       | FIMI: 5× Platino IFPI SV: Platino | N.D.                  |
| 2019 | Jambo (con Takagi & Ketra e Omi)                                                                      | 1                       | 10                      | FIMI: 4x Platino IFPI SV: Platino | N.D.                  |
| 2020 | Non solo parole (con Gigi D'Alessio)                                                                  | —                       | —                       |                                   | Noi due               |
| 2021 | Shimmy Shimmy (con Takagi & Ketra)                                                                    | 22                      | —                       | FIMI: Platino IFPI SV: —          | N.D.                  |
| 2022 | Siamo in America (con Casablanca)                                                                     | —                       | —                       |                                   | Il lato oscuro        |

### Altre canzoni in classifica
| Anno | Canzone                                 | Posizione massima | Certificazioni | Album                    |
| Anno | Canzone                                 | ITA               | Certificazioni | Album                    |
| ---- | --------------------------------------- | ----------------- | -------------- | ------------------------ |
| 2008 | Remedios                                | 7                 | FIMI: Oro      | Non ti scordar mai di me |
| 2008 | Insieme a te non ci sto più             | 31                |                | Non ti scordar mai di me |
| 2008 | Ma che freddo fa                        | 36                |                | Non ti scordar mai di me |
| 2008 | La bambola                              | 38                |                | Non ti scordar mai di me |
| 2008 | Che cosa c'è                            | 50                |                | Non ti scordar mai di me |
| 2008 | Una ragione di più (con Ornella Vanoni) | 47                | Più di me      |                          |
| 2008 | L'amore e basta! (con Tiziano Ferro)    | 26                | Gaetana        |                          |
| 2014 | L'amore possiede il bene                | 52                | L'attesa       |                          |
| 2017 | Il giorno e la notte (con J-Ax e Fedez) | 36                | FIMI: Oro      | Comunisti col rolex      |

## Altre partecipazioni
Le canzoni che seguono non sono singoli o singoli promozionali e non sono apparsi su un album di Giusy Ferreri.
| Titolo                                                          | Anno | Album di provenienza           |
| --------------------------------------------------------------- | ---- | ------------------------------ |
| Una ragione di più (Ornella Vanoni con Giusy Ferreri)           | 2008 | Più di me                      |
| Noi sulla città (Claudio Baglioni con Giusy Ferreri)            | 2009 | Q.P.G.A.                       |
| Aria di vita (Neri per Caso con Giusy Ferreri)                  | 2010 | Donne                          |
| Tu si ‘na cosa grande (Gennaro Cosmo Parlato con Giusy Ferreri) | 2011 | Terra mia                      |
| Canzone del mal di luna (Nicola Piovani con Giusy Ferreri)      | 2013 | Piovani cantabile              |
| Ite missa est (Mario Venuti con Giusy Ferreri)                  | 2014 | Il tramonto dell'occidente     |
| L'amore guarisce il dolore (Ron con Giusy Ferreri)              | 2016 | La forza di dire sì            |
| Il giorno e la notte (J-Ax & Fedez con Giusy Ferreri)           | 2017 | Comunisti col Rolex            |
| Nanà Supergirl (Cristina D'Avena con Giusy Ferreri)             | 2017 | Duets - Tutti cantano Cristina |

## Video musicali
| Anno | Videoclip                         | Regista                        | Durata      |
| ---- | --------------------------------- | ------------------------------ | ----------- |
| 2005 | Il party                          |                                |             |
| 2008 | Non ti scordar mai di me          | Cosimo Alemà                   | 3 min: 36 s |
| 2008 | Novembre                          | Cosimo Alemà                   | 4 min: 01 s |
| 2009 | Stai fermo lì                     | Gaetano Morbioli               | 4 min: 10 s |
| 2009 | La scala (The Ladder)             | Gaetano Morbioli               | 4 min: 18 s |
| 2009 | Tocca a noi                       | Cosimo Alemà                   | 2 min: 32 s |
| 2009 | Domani 21/04.2009                 | Ambrogio Lo Giudice            | 6 min: 12 s |
| 2010 | Ciao amore ciao                   | Gaetano Morbioli               | 3 min: 52 s |
| 2010 | Rivincita                         | Cosimo Alemà                   | 5 min: 38 s |
| 2011 | Il mare immenso                   | Gaetano Morbioli               | 3 min: 44 s |
| 2011 | Piccoli dettagli                  | Roberto Saku Cinardi           | 4 min: 20 s |
| 2011 | Noi brave ragazze                 | Leandro Manuel Emede           | 4 min: 06 s |
| 2014 | Ti porto a cena con me            | Gaetano Morbioli               | 3 min: 55 s |
| 2014 | La bevanda ha un retrogusto amaro | Luca Tartaglia                 | 4 min: 17 s |
| 2015 | Roma-Bangkok                      | Mauro Russo                    | 3 min: 26 s |
| 2015 | Volevo te                         | Mauro Russo                    | 2 min: 49 s |
| 2016 | Una città per cantare             | Marco Donazzan e Luca Donazzan | 4 min: 22 s |
| 2016 | Come un'ora fa                    | Gaetano Morbioli               | 3 min: 28 s |
| 2017 | Fa talmente male                  | Gaetano Morbioli               | 3 min: 06 s |
| 2017 | Partiti adesso                    | Gaetano Morbioli               | 3 min: 30 s |
| 2017 | L'amore mi perseguita             | Federico Zampaglione           | 3 min: 26 s |
| 2018 | Amore e capoeira                  | Gaetano Morbioli               | 3 min: 39 s |
| 2019 | Le cose che canto                 | Gaetano Morbioli               | 3 min: 17 s |
| 2019 | Momenti perfetti                  | Edoardo Carlo Bolli            | 3 min: 17 s |
| 2020 | La isla                           | YouNuts!                       | 2 min: 35 s |
| 2022 | Miele                             | Fabrizio Conte                 | 2 min: 50 s |
| 2022 | Cuore sparso                      | Marco D’Andragora              | 3 min: 12 s |
| 2022 | Causa effetto                     | Domenico Velletri              | 3 min: 19 s |
| 2022 | Federico Fellini                  | Marco D’Andragora              | 3 min: 21 s |
| 2023 | Il meglio di te                   | Fabrizio Maria Cortese         | 3 min: 26 s |

## Discografia non solista

### Con i Prodigy of Peace

#### Album
- 1998 - P.O.P.[25]

#### Singoli
- 1998 - Woe is me[25]

### Con gli AllState51

#### Singoli
- 2002 - Won't U be[26]

### Con i Bloom

#### Album
- 2024 - Hangover

#### Singoli
- 2024 - È la verità[27]
- 2024 - Rose in velluto dark
- 2024 - La vita danza